# Tanfoglio
Fratelli Tanfoglio S.N.C. é uma empresa italiana de fabricação de armas. Suas armas atuais são amplamente utilizadas em competições esportivas e para defesa pessoal. Tanfoglio está localizado em Gardone Val Trompia (Brescia) - Itália, e é conhecido pelo seu amplo catálogo esportivo de pistolas. Pistolas Tanfoglio são armas de fogo populares em toda a Europa; Elas também são importados para Estados Unidos pela European American Armory Corporation (EAA) e na Austrália pela NVT Pty Ltd.

## História
A Tanfoglio Company foi fundada na década de 1940 logo após Segunda Guerra Mundial. A produção começou com peças de pistola, como receptores e martelos. Após 8 anos foi fundada a firma "Fabbrica d'Armi Tanfoglio Giuseppe". À medida que o tempo avançava, a atividade da empresa se ampliou e começou a produzir réplicas de armas e armas de mão de seu próprio design, como o Tanfoglio GT27. Na década de 1980, Tanfoglio começou a produzir clones da CZ 75 para IPSC e atiro de ação. Atualmente, a fábrica de Tanfoglio produz aproximadamente 90.000 pistolas por ano, das quais 85% são exportadas.
Os nomes das marcas relacionadas incluem FIE e EXCAM.

## Subcontratado para as Indústrias Militares de Israel
As pistolas semiautomáticas originais da Israel Military Industries (IMI) Jericho 941 (CZ 75) foram construídas usando peças fornecidas pela casa de armas italiana Tanfoglio. O uso de um projeto bem testado permitiu que o IMI evitasse os problemas de dentição que a maioria dos novos projetos de pistola testadas e subcontratando grande parte do trabalho de fabricação \básica para Tanfoglio permitiu que o IMI rapidamente e economicamente colocasse em produção uma pistola que teria conteúdo israelense suficiente para satisfazer os requisitos do contrato do governo .

## Importador europeu da Caracal International L.L.C.
Desde 2009 Tanfoglio é o importador europeu para a linha de produtos Pistola Caracal. Estas pistolas semiautomáticas moldadas em polímero são produzidas pela Caracal International L.L.C. dos Emirados Árabes Unidos e foram introduzidos no mercado italiano de atiradores civis/esportivos durante a EXA expo de 2009 (Brescia, de 18 a 21 de abril de 2009).

## Galeria

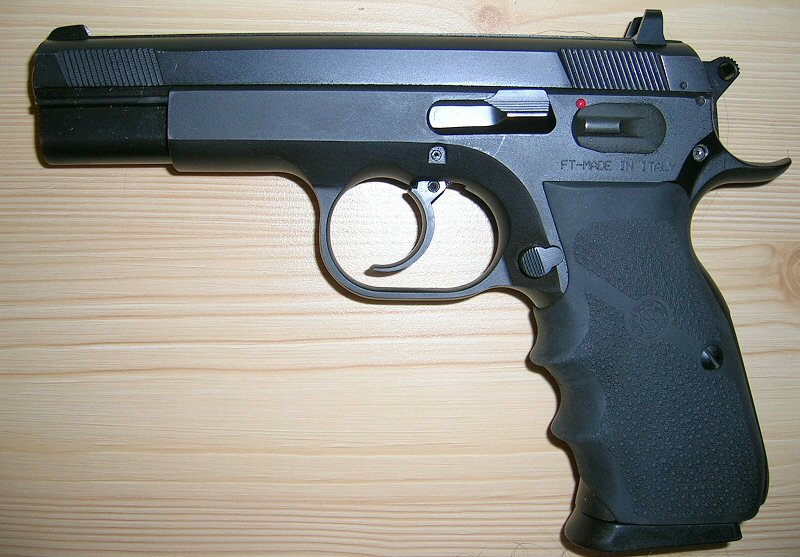
Tanfoglio T95 Combat/EAA Witness 9 mm com acabamento azulado.
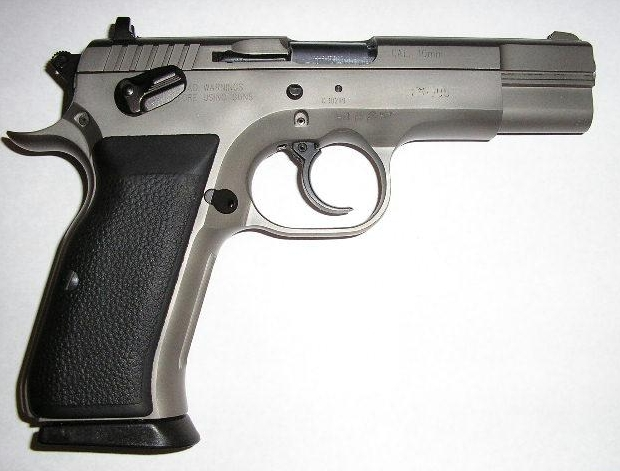
Tanfoglio T 95 Combat/EAA Witness 10mm Auto com acabamento espantoso.
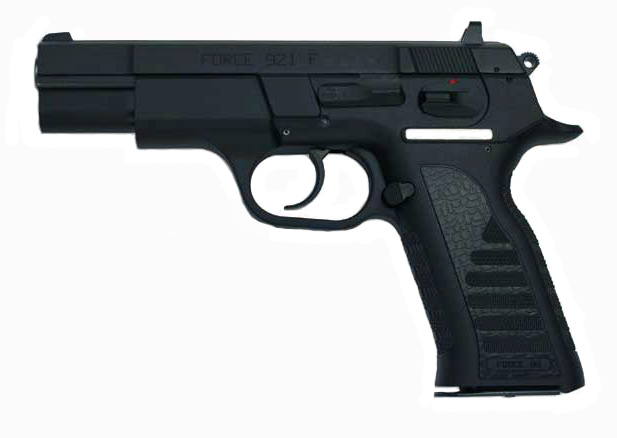
Tanfoglio Force 99 / EAA Witness Polymer P.
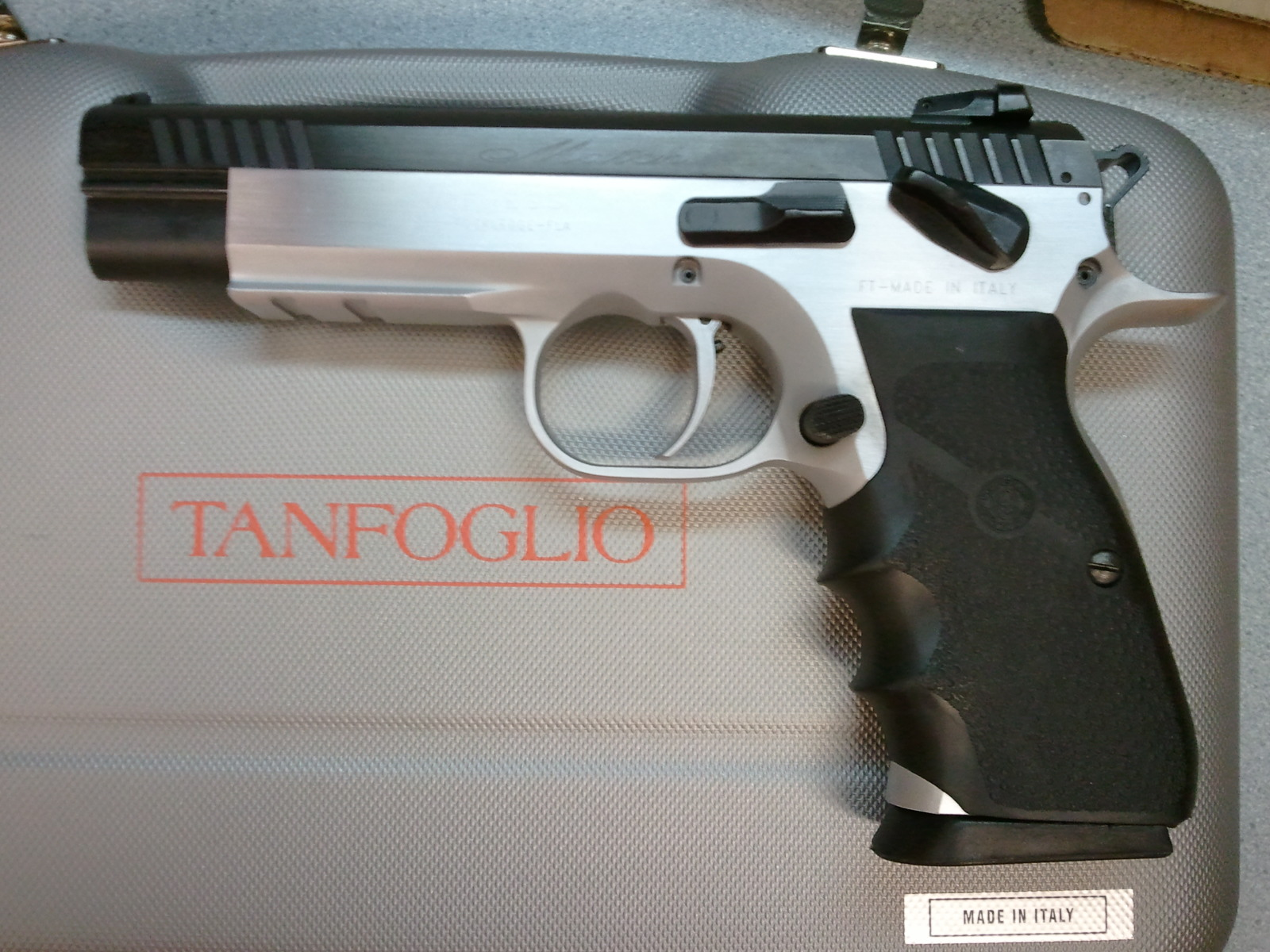
Tanfoglio Match 10mm
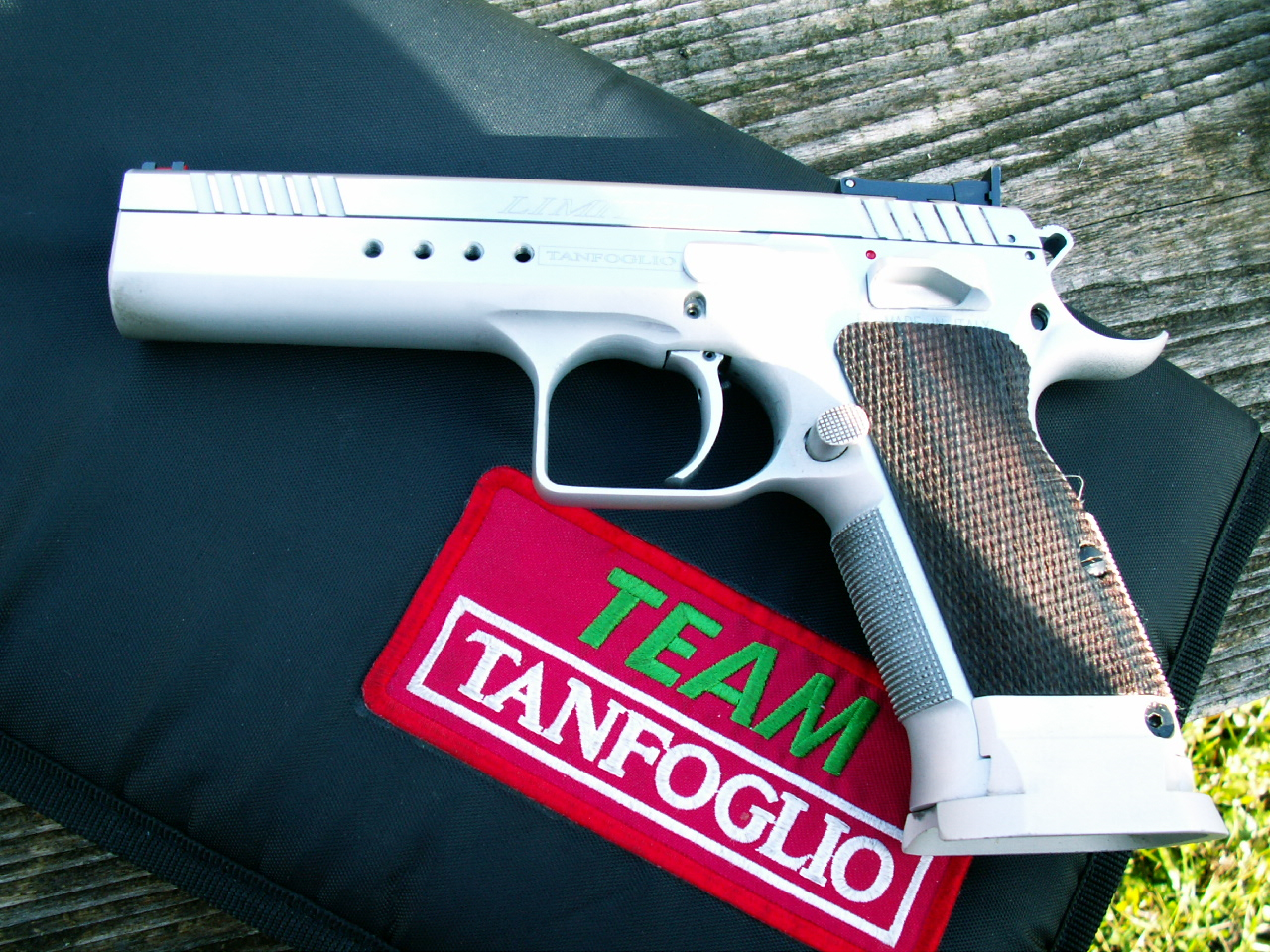
Tanfoglio Limited.
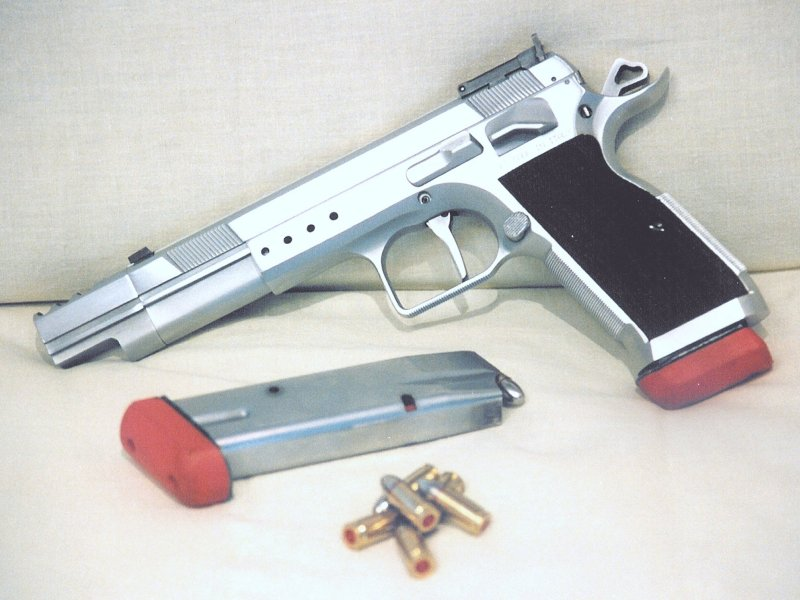
Tanfoglio Gold Team.